# جلد روغنی
جلد روغنی یا جلد لاکی از شیوه‌های جلدسازی قدیم ایران و یکی از جلوه‌های زیبای کتاب‌آرایی در هنر اسلامی محسوب می‌شود. بیشتر جلدهای کتاب‌های خطی قدیم فارسی، مجلد به جلد روغنی است، این روش جلدسازی از سدهٔ نهم در دوره تیموری توسط جلدسازان ابداع شده و رفته رفته تکامل یافت و در سده‌های دوازدهم و سیزدهم در دوره صفوی به اوج کمال و ظرافت دست یافت. در دوران قاجار هم آثار قابل توجهی از این نوع جلد برجای مانده است.
از این روش برای تزپین و ساخت قلمدان و جعبه‌های روغنی، جلد آلبوم، قاب آینه، سطوح رحل قرآن و مانند آنها نیز استفاده می‌شده‌است.
در جلدهای روغنی عصر تیموریان بیشتر از نقوش گل و بوته، پرندگان و حیوانات استفاده می‌شد، ولی در عصر صفوی و قاجار افزون بر این نقوش، از تصویر صورت و پیکر انسان و مجالس رزم و بزم نیز استفاده می‌شد و گاه آیات، اخبار و اشعاری به مناسبت موضوع کتاب نیز به جای نقوش مزبور بر روی جلدهای روغنی٬ خوشنویسی می‌شد.
جلدهای روغنی با توجه به نوع بوم یا زیرسازی و شیوه‌های تزئین بسیار متنوع هستند. از جمله می‌توان به جلد روغنی بوم سفید، بوم موجی، بوم سیاه، و بوم ته طلایی سبز و قرمز و ... اشاره کرد.
در بیشتر موارد، در این روش، جلدسازان دو روی بیرون و درون هر یک طرف جلد را کار می‌کرده‌اند که در این صورت، آن را «جلد روغنی دو رو» می‌نامند. اگر در بوم جلد روغنی، مُرغَش(سولفور طبیعی براق) استفاده شود، به آن «جلد روغنی مُرغَش» می‌گویند.

## ساخت جلد روغنی
ماده اصلی ساخت بیشتر این جلدها مقوا یا پاپیه ماشه است اما گاهی از مواد دیگر نیز استفاده می‌شود. ابتدا صحاف مقوا یا چرم، چوب یا پارچه را به اندازه مقطع مورد نظر آماده کرده و روی آن را از بوم و گاهی بوم مرغش می‌پوشاند. سپس طبق سلیقه خود، یا بنا بر سفارشی که دارد، رو و پشت مقوای جلد را تذهیب و نقاشی می‌کند. پس از نقاشی، چندبار روی آن روغن کمان زده تا این روغن همچون قشری روی تذهیب و تصویر را بپوشاند و در عین حال به آن جلا و براقی دهد و از هر آسیبی محفوظ نگاه دارد.